# انور احمد
انور احمد (زاده پنج‌شنبه ۲۱ خرداد ۱۳۲۶) داستان کوتاه نویس، پژوهشگر و استاد دانشگاه پاکستانی است.
وی در سال ۱۳۸۸ به خاطر تألیف کتاب «تأثیر حافظ بر شعرای فارسی هند» برنده جایزه ادبی سعدی شد.